# ГЕС Мукеріан III
ГЕС Мукеріан III — гідроелектростанція на північному заході Індії у штаті Пенджаб. Знаходячись між ГЕС Мукеріан II (45 МВт) та ГЕС Мукеріан IV, входить до складу каскаду на річці Біас, яка впадає праворуч до Сатледжу (найбільший лівий доплив Інду).
Станція Мукеріан III є однією з п'яти, котрі споруджені на каналі Мукеріан, який бере початок від греблі Шах-Нехар. Ця бетонна споруда довжиною 562 метри перекрила річку по її виходу на рівнину, за п'ять кілометрів нижче від греблі Понг, та утворила невелике сховище з об'ємом 4,2 млн м3. Звідси вода спрямовується у прокладену по лівобережжю дериваційну трасу довжиною майже чотири десятки кілометрів.
За три кілометри після станції Мукеріан II канал перекриває чергова водозабірна споруда, від якої ресурс подається до машинного залу. Праворуч від нього створена обвідна ділянка каналу довжиною близько 0,5 км, облаштований у якій шлюз дає змогу за необхідності скидати воду в обхід станції Мукеріан III.
Основне обладнання становлять три турбіни типу Каплан потужністю по 19,5 МВт, які працюють при напорі у 22 метри та забезпечують виробництво 332 млн кВт·год електроенергії на рік.
Відпрацьована вода прямує далі по каналу до станції Мукеріан IV.